# Peciște, Rezina
Peciște este un sat din raionul Rezina, Republica Moldova.

## Administrație și politică
Componența Consiliului local Peciște (11 consilieri), ales la 5 noiembrie 2023, este următoarea:
|  | Partid                                        | Consilieri | Componență | Componență | Componență | Componență | Componență |
|  | --------------------------------------------- | ---------- | ---------- | ---------- | ---------- | ---------- | ---------- |
|  | Partidul Acțiune și Solidaritate              | 5          |            |            |            |            |            |
|  | Partidul Dezvoltării și Consolidării Moldovei | 5          |            |            |            |            |            |
|  | Partidul Socialiștilor din Republica Moldova  | 1          |            |            |            |            |            |

## Personalități
- Nicolae Costin - om politic, fost primar general al municipiului Chișinău (1990-1994)